# Communauté de communes des Baronnies
La communauté de communes des Baronnies est une ancienne communauté de communes française, située dans le département des Hautes-Pyrénées et la région Occitanie.

## Histoire
La communauté de communes a été créée par arrêté préfectoral du 27 décembre 1994. Elle prend la suite d'un SIVOM créé en 1976.
Les cinq communes de la communauté de communes Haut-Arros et la commune isolée de Péré ont rejoint les 17 communes d'origine au 1er janvier 2014.
Elle a fusionné avec deux autres communautés de communes pour former la communauté de communes du Plateau de Lannemezan au 1er janvier 2017.

## Communes adhérentes
| Nom               | Code Insee | Gentilé        | Superficie (km2) | Population (dernière pop. légale) | Densité (hab./km2) |
| ----------------- | ---------- | -------------- | ---------------- | --------------------------------- | ------------------ |
| Sarlabous (siège) | 65405      | Sarlabousiens  | 3,39             | 70 (2014)                         | 21                 |
| Arrodets          | 65034      | Arrodetois     | 0,98             | 24 (2014)                         | 24                 |
| Artiguemy         | 65037      | Artigamois     | 2,97             | 93 (2014)                         | 31                 |
| Asque             | 65041      | Asquois        | 15,85            | 114 (2014)                        | 7,2                |
| Batsère           | 65071      | Batsérois      | 2,30             | 41 (2014)                         | 18                 |
| Benqué            | 65081      |                | 2,05             | 83 (2014)                         | 40                 |
| Bonnemazon        | 65096      | Bonnemazonnais | 5,00             | 68 (2014)                         | 14                 |
| Bourg-de-Bigorre  | 65105      |                | 7,92             | 178 (2014)                        | 22                 |
| Bulan             | 65111      |                | 3,41             | 60 (2014)                         | 18                 |
| Castillon         | 65135      |                | 3,32             | 76 (2014)                         | 23                 |
| Chelle-Spou       | 65143      |                | 4,58             | 117 (2014)                        | 26                 |
| Esconnets         | 65162      |                | 2,31             | 37 (2014)                         | 16                 |
| Escots            | 65163      |                | 4,06             | 30 (2014)                         | 7,4                |
| Espèche           | 65166      |                | 2,67             | 60 (2014)                         | 22                 |
| Espieilh          | 65167      |                | 2,12             | 27 (2014)                         | 13                 |
| Fréchendets       | 65179      |                | 2,02             | 31 (2014)                         | 15                 |
| Gourgue           | 65207      |                | 1,53             | 58 (2014)                         | 38                 |
| Lomné             | 65278      |                | 2,94             | 33 (2014)                         | 11                 |
| Lutilhous         | 65294      | Lutilhousains  | 3,85             | 223 (2014)                        | 58                 |
| Mauvezin          | 65306      |                | 9,85             | 239 (2014)                        | 24                 |
| Molère            | 65312      | Molérois       | 1,74             | 36 (2014)                         | 21                 |
| Péré              | 65356      |                | 4,71             | 55 (2014)                         | 12                 |
| Tilhouse          | 65445      | Tilhousais     | 6,51             | 219 (2014)                        | 34                 |

## Démographie
| 2009  | 2014  |
| ----- | ----- |
| 1 661 | 1 972 |

## Liste des Présidents successifs
| Période                                  | Période | Identité      | Étiquette | Qualité |
| ---------------------------------------- | ------- | ------------- | --------- | ------- |
| 1994                                     | 2016    | Henri Forgues |           |         |
| Les données manquantes sont à compléter. |         |               |           |         |

## Compétences
(12 février 2017).
Le groupement est compétent pour :
- Assainissement non collectif
- Collecte des déchets des ménages et déchets assimilés
- Traitement des déchets des ménages et déchets assimilés
- Autres actions environnementales
- Activités sociales
- Création, aménagement, entretien et gestion de zone d'activités industrielle, commerciale, tertiaire, artisanale ou touristique
- Construction ou aménagement, entretien, gestion d'équipements ou d'établissements sportifs
- Schéma de cohérence territoriale (SCOT)
- Schéma de secteur
- Création et réalisation de zone d'aménagement concertée (ZAC)
- Prise en considération d'un programme d'aménagement d'ensemble et détermination des secteurs d'aménagement au sens du code de l'urbanisme
- Création, aménagement, entretien de la voirie
- Tourisme
- Opération programmée d'amélioration de l'habitat (OPAH)
- Préfiguration et fonctionnement des Pays.